# Saint-Jean-de-Maurienne
Saint-Jean-de-Maurienne település Franciaországban, Savoie megyében. Lakosainak száma 7524 fő (2022. január 1.). Saint-Jean-de-Maurienne Albiez-le-Jeune, Albiez-Montrond, Fontcouverte-la-Toussuire, Jarrier, Saint-Pancrace, Villargondran, La Tour-en-Maurienne és Saint-Julien-Mont-Denis községekkel határos.

## Közlekedés

### Vasúti
A településnél lesz majd a jövőbeli Mont d’Ambin-bázisalagút franciaországi bejárata.

## Népesség
A település népessége az elmúlt években az alábbi módon változott:
| Lakosok száma | 8507 | 7809 | 8199 | 7746 | 7683 | 7621 | 7560 | 7536 | 7524 |
|               | 2008 | 2015 | 2016 | 2017 | 2018 | 2019 | 2020 | 2021 | 2022 |